# 香木正雄
香木 正雄（こうき まさお、1921年8月26日 - 2002年4月28日）は日本の実業家。日本製粉代表取締役社長や、同社取締役会長を務めた。

## 人物・経歴
北海道小樽市出身。小樽高等商業学校（現小樽商科大学）卒業後、日本製粉入社。日本製粉専務取締役を経て、1985年から日本製粉代表取締役社長を務め、男女満60歳への定年延長や、国立市での食品部冷凍食品管埋センター開設などにあたった。1987年にはワタミフードサービス創業者渡邉美樹と面会するなどし、ワタミフードサービスへの出資を行った。
1992年、勲三等旭日中綬章を受章。2002年4月28日、心不全のため死去。